# 安太乡
安太乡，是中华人民共和国广西壮族自治区柳州市融水苗族自治县下辖的一个乡镇级行政单位。

## 行政区划
安太乡下辖以下地区：
林洞村、寨怀村、培地村、洞安村、江竹村、元宝村、小桑村、培秀村、三合村、求修村、甲报村、尧良村和尧电村。